# Мурильо, Андер
Андер Мурильо Гарсия (исп. Ander Murillo García; 26 июля 1983, Доностия-Сан-Себастьян, Испания) — испанский футболист, защитник.

## Клубная карьера
Мурильо — воспитанник «Атлетика» из Бильбао. 24 ноября 2001 года в матче против «Барселоны» он дебютировал в Ла Лиге. Андер быстро завоевал место основного защитника клуба. В 2007 году с приходом на тренерский мостик Хоакина Капарроса, клуб пополнили новые футболисты Айтор Осио и Фернандо Аморебьета, которые вытеснили Мурильо из основного состава. В 2009 году для получения игровой практики Андер перешёл в «Саламанку» на правах аренды. 30 августа в матче против «Кадиса» он дебютировал в Сегнуде. Мурильо отыграл весь сезон почти без замен. После окончания аренды он вернулся в «Атлетик», но перспектив на место в основе не было.
Летом того же года Андер подписал контракт с «Сельтой». 11 сентября 2010 года в поединке против «Кордовы» он дебютировал за новый клуб. По окончании сезона Мурильо принял решение покинуть команду.
Летом 2011 года Андер заключил соглашение с кипрским АЕКом. 29 августа в матче против АПОЭЛа он дебютировал в чемпионате Кипра.

## Международная карьера
В 2002 году Мурильо в составе юношеской сборной Испании выиграл чемпионат мира среди юношей до 19 лет в Норвегии.

## Достижения
Испания (до 19)
- Чемпионат Европы по футболу (юноши до 19 лет) — 2002